# George Kerr (lekkoatleta)
George Ezekiel Kerr (ur. 16 października 1937 w Maryland w regionie Hanover na Jamajce, zm. 15 czerwca 2012 w Kingston) – jamajski lekkoatleta średniodystansowiec i sprinter, dwukrotny medalista olimpijski z Rzymu z 1960.
Zadebiutował w reprezentacji Jamajki na igrzyskach olimpijskich w 1956 w Melbourne. W biegu na 400 metrów odpadł w ćwierćfinale, a sztafeta 4 × 400 m z jego udziałem została zdyskwalifikowana w finale. Zdobył brązowy medal w sztafecie 4 × 440 jardów oraz odpadł w półfinale biegu na 440 jardów na igrzyskach Imperium Brytyjskiego i Wspólnoty Brytyjskiej w 1958 w Cardiff
W latach 1958–1961 startował w reprezentacji Federacji Indii Zachodnich. Zwyciężył w biegu na 400 metrów i w sztafecie 4 × 400 m na igrzyskach panamerykańskich w 1959 w Chicago, a w biegu na 800 metrów zajął 2. miejsce.
Na igrzyskach olimpijskich w 1960 w Rzymie zdobył brązowe medale w biegu na 800 metrów oraz w sztafecie 4 × 400 m (razem z nim biegli w niej Malcolm Spence, James Wedderburn i Keith Gardner).
Od 1962 startował ponownie w reprezentacji Jamajki. Zdobył trzy złote medale na igrzyskach Ameryki Środkowej i Karaibów w 1962 w Kingston w biegach na 400 metrów i na 800 metrów oraz w sztafecie 4 × 400 metrów. Na igrzyskach Imperium Brytyjskiego i Wspólnoty Brytyjskiej w 1962 w Perth zdobył złote medale w biegu na 440 jardów i sztafecie 4 × 440 jardów oraz srebrny w biegu  na 880 jardów.
Na igrzyskach olimpijskich w 1964 w Tokio Kerr zajął 4. miejsca  w biegu na 800 metrów i w sztafecie 4 × 400 metrów. Na igrzyskach Imperium Brytyjskiego i Wspólnoty Brytyjskiej w 1966 w Kingston zdobył brązowy medal w biegu na 880 jardów i zajął 4. miejsce w sztafecie 4 × 440 jardów.
Kerr był mistrzem Brytyjskich Indii Zachodnich na 400 metrów w 1959, na 800 metrów w 1957, 1969 i 1960 oraz w biegu na 1500 metrów w 1964, srebrnym medalistą na 400 m w 1960 oraz brązowym medalistą na 400 m w 1957. Zdobył również akademickie mistrzostwo Stanów Zjednoczonych (NCAA) na 880 jardów w 1959 i na 800 metrów w 1960.